# Hajdoše
Hajdoše este o localitate din comuna Hajdina, Slovenia, cu o populație de 595 de locuitori.